# Condado de Madison (Geórgia)
O Condado de Madison é um dos 159 condados do Estado americano de Geórgia. A sede do condado é Danielsville, e sua maior cidade é Danielsville. O condado possui uma área de 740 km², uma população de 25 730 habitantes, e uma densidade populacional de 35 hab/km² (segundo o censo nacional de 2000). O condado foi fundado em 5 de dezembro de 1811.